# Heather O'Reilly
Heather O'Reilly, född den 2 januari 1985 i East Brunswick, New Jersey, USA, är en amerikansk fotbollsspelare. Vid fotbollsturneringen under OS 2008 i Peking deltog hon i det amerikanska lag som tog guld. 